# Cyathura muromiensis
Cyathura muromiensis är en kräftdjursart som beskrevs av Nunomura 1974. Cyathura muromiensis ingår i släktet Cyathura och familjen Anthuridae. Inga underarter finns listade i Catalogue of Life.